# يكترينا ليسينا
يكترينا ليسينا (بالروسية: Лисина, Екатерина Викторовна) مواليد 15 أكتوبر 1987 في بينزا، بانزا أوبلاست، الجمهورية الروسية السوفيتية الاتحادية الاشتراكية، هي لاعبة كرة سلة روسية. يبلغ طولها 6 قدم 8 بوصة (2.0 م). مثلت منتخب بلادها. شاركت في دورة الألعاب الأولمبية الصيفية سنة 2008. حققت المركز الثاني في كأس العالم لكرة السلة للسيدات 2006.

## الميداليات
| الميدالية | المسابقة                           |
| --------- | ---------------------------------- |
| برونزية   | الألعاب الأولمبية الصيفية 2008     |
| فضية      | كأس العالم لكرة السلة للسيدات 2006 |

## روابط خارجية
- يكترينا ليسينا على موقع IMDb (الإنجليزية)

- يكترينا ليسينا على موقع الاتحاد الدولي لكرة السلة (الإنجليزية)
- يكترينا ليسينا على موقع كرة السلة الأوروبية.كوم (الإنجليزية)
- يكترينا ليسينا على موقع بروبوليرز (الإنجليزية)
- يكترينا ليسينا على موقع سبورتس رفرنس (الإنجليزية)
- يكترينا ليسينا على موقع اللجنة الأولمبية الدولية (الإنجليزية)
- يكترينا ليسينا على موقع أوليمبيديا (الإنجليزية)